# Vlastimil Kučera
Vlastimil Kučera (* 21. dubna 1947) je bývalý český fotbalista.

## Fotbalová kariéra
V československé lize hrál za TJ Gottwaldov. Nastoupil v 55 ligových utkáních. Dal 3 ligové góly. Vítěz Českého a Československého poháru 1970. V Poháru vítězů pohárů nastoupil ve 2 utkáních.

## Ligová bilance
| Ročník                                   | Zápasy | Góly | Klub          |
| ---------------------------------------- | ------ | ---- | ------------- |
| 2. československá fotbalová liga 1968/69 | -      | -    | TJ Gottwaldov |
| 1. československá fotbalová liga 1969/70 | 29     | 2    | TJ Gottwaldov |
| 1. československá fotbalová liga 1970/71 | 26     | 1    | TJ Gottwaldov |
| CELKEM                                   | 55     | 3    |               |